# Hortiboletus
Hortiboletus — рід грибів родини Boletaceae. Назва вперше опублікована 2015 року.
В Україні зустрічаються їстівні моховик буйволиний (Hortiboletus bubalinus), моховик червоний (Hortiboletus rubellus).

## Назва
Hortiboletus походить від латинського слова лат. hortus "сад", посилаючись на типове місце проживання типового виду, Hortiboletus rubellus.

## Галерея

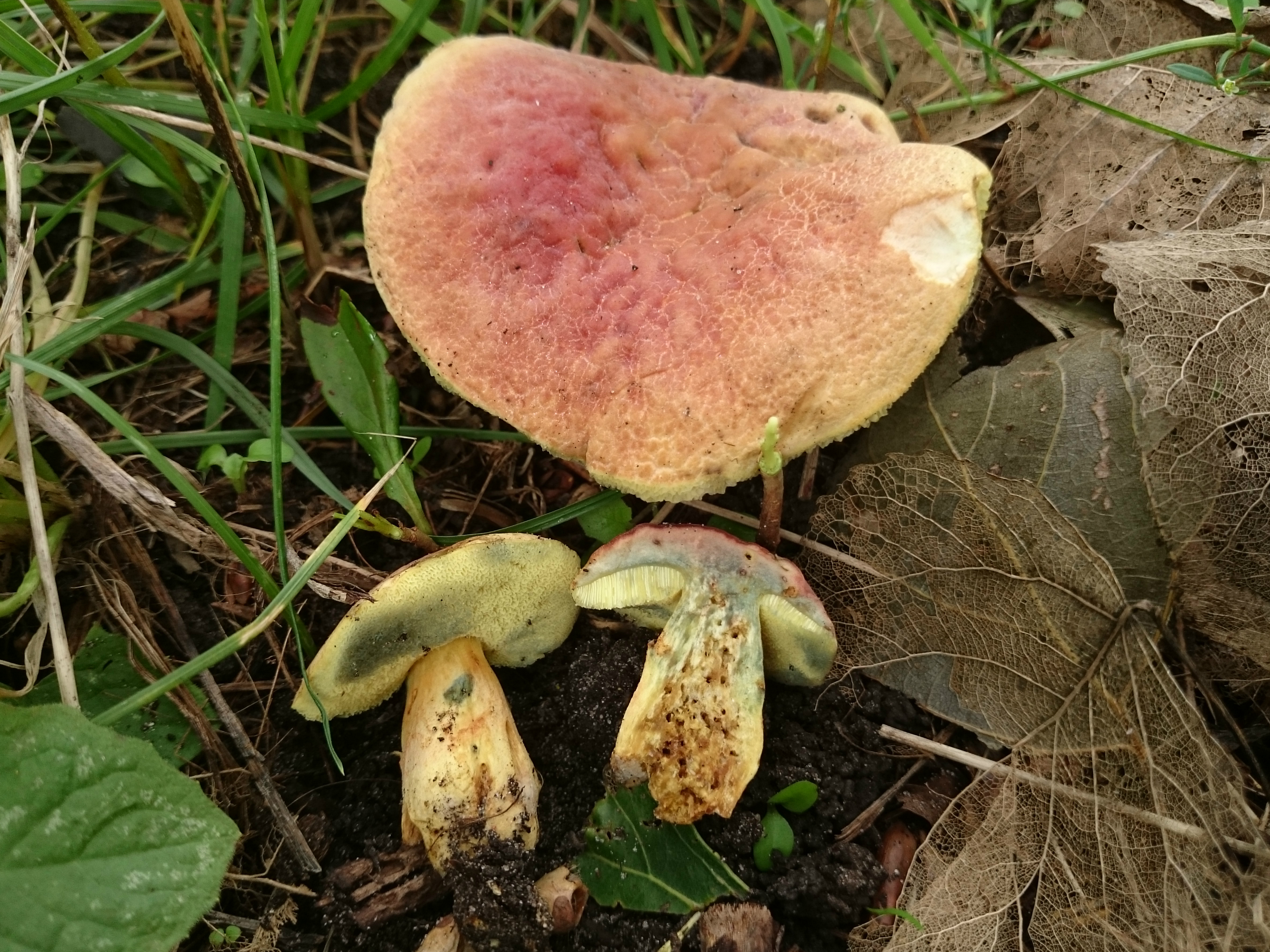
Hortiboletus bubalinus
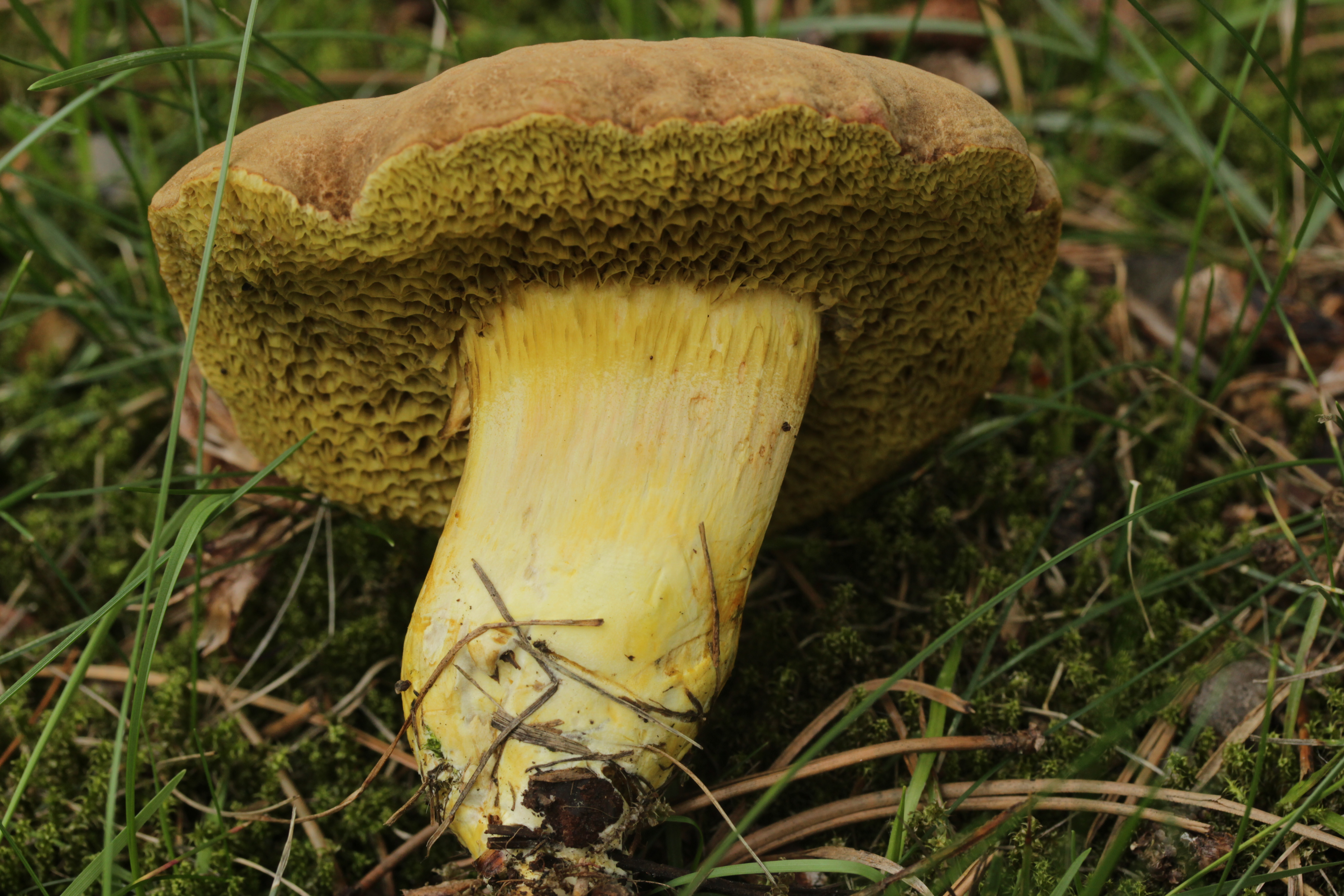
Hortiboletus engelii
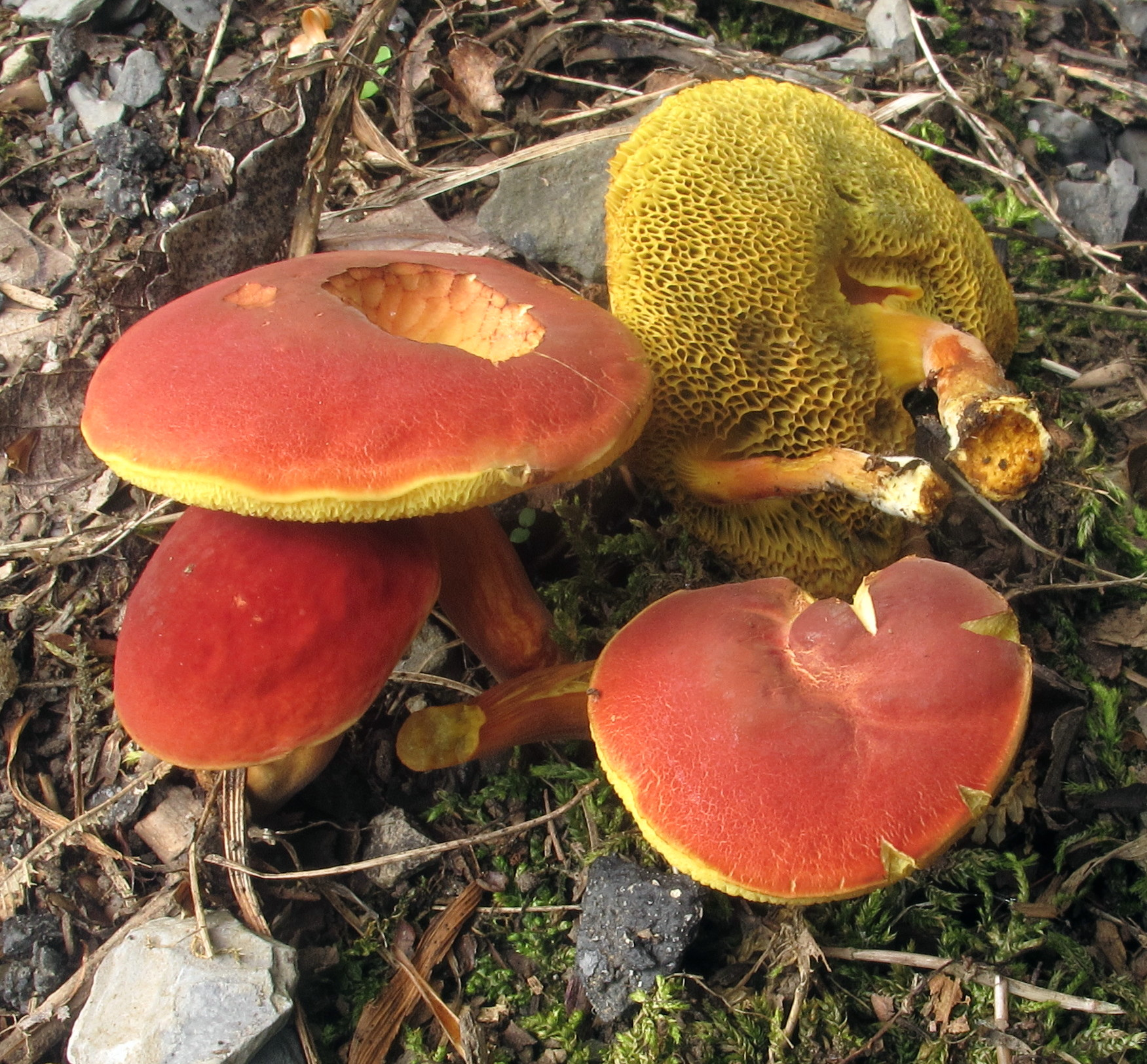
Hortiboletus rubellus